# بخش خنرال پاز (بوئنوس آیرس)
بخش خنرال پاز (به اسپانیایی: Partido de General Paz) یک منطقهٔ مسکونی در آرژانتین است که در استان بوئنوس آیرس واقع شده‌است. بخش خنرال پاز ۱٬۱۹۷ کیلومتر مربع مساحت و ۱۰٬۳۱۹ نفر جمعیت دارد.